# Casamatas na Albânia

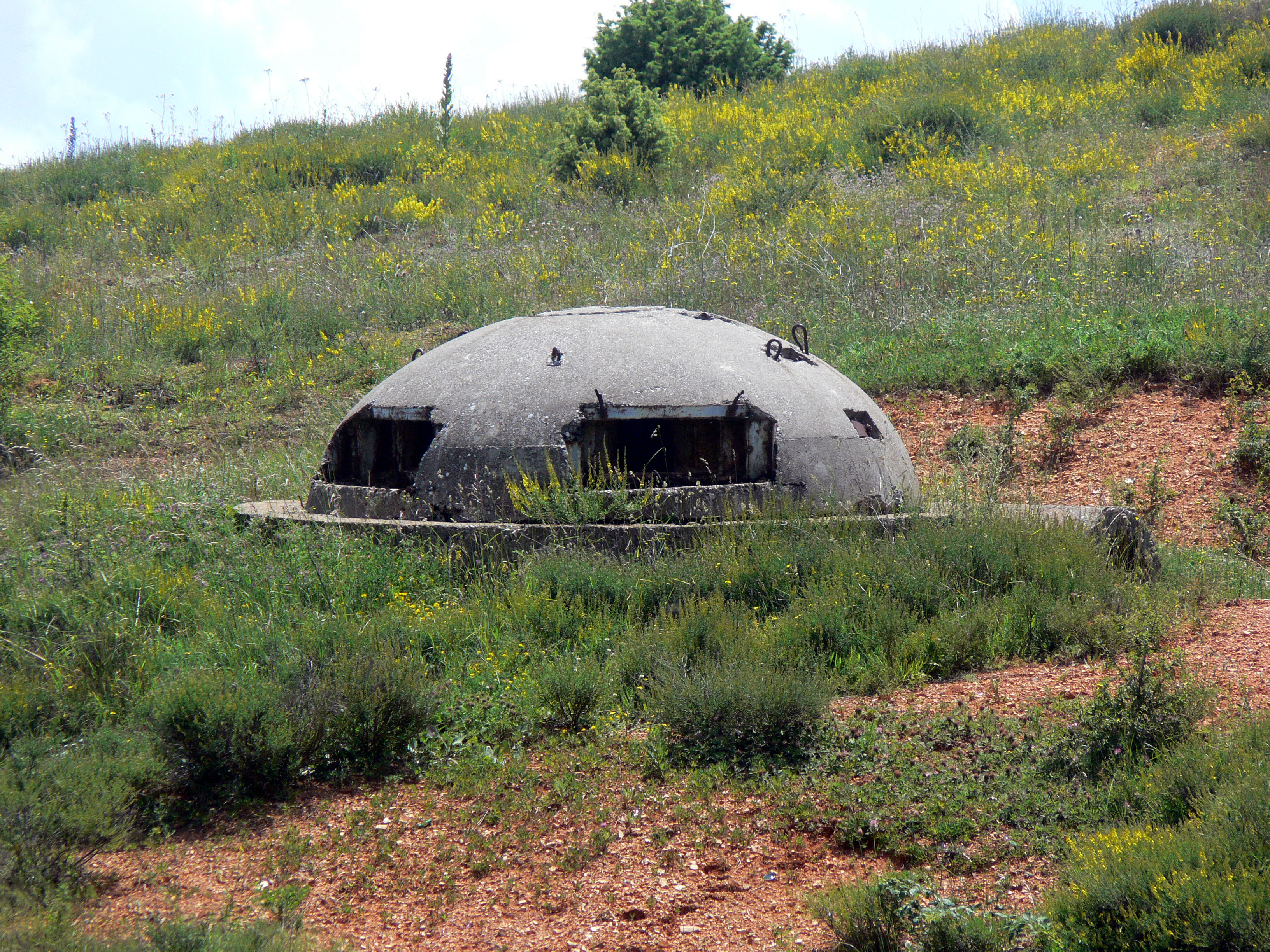
Um dos bunkers (casamata) construidos na Albânia durante o regime de Enver Hoxha.

As casamatas da Albânia foram construídas a mando de Enver Hoxha, líder da República Popular Socialista da Albânia por mais de quarenta anos, em um programa nacional de defesa. Mais de 700 mil casamatas foram construídas no país  aproximadamente uma para cada quatro habitantes. As casamatas (também conhecidas pelo termo inglês bunker; em albanês bunkeri), que são instalações fortificadas fechadas e abobadadas à prova dos projéteis inimigos, ainda são uma constante na paisagem albanesa, com uma média de 24 destas instalações para cada quilômetro quadrado do país.
O programa de "bunkerização", de Hoxha, resultou na construção de casamatas por todo o território albanês, do interior às ruas de grandes cidades. Seu valor militar é considerado pequeno, nunca tendo sido utilizados para os fins previstos durante os anos de regime comunista (1945-1990). O custo de sua construção drenou parte significativa dos recursos da Albânia, desviando-os para longe de necessidades mais imediatas do país à época, tais como lidar com a escassez habitacional e com estradas em péssimas condições.
As construção das casamatas chegou ao fim com o colapso do comunismo, ocorrido no ano de 1990. Atualmente, a maior parte está em desuso, embora algumas tenham sido transformadas em alojamentos para turistas, cafés, armazéns ou abrigos para animais ou sem-tetos. Também se mostraram úteis durante os conflitos ocorridos nas Balcãs durante a década de 1990; no entanto, são contemporaneamente muito usadas por jovens albaneses como local para perderem a virgindade.